# 宮原秀夫
宮原 秀夫（みやはら ひでお、1943年6月21日 - 2024年7月12日）は、日本の計算機科学者。工学博士。位階は従三位、叙勲は瑞宝大綬章。情報通信研究機構元理事長・大阪府立産業技術総合研究所所長・財団法人地球環境センター理事長。

## 人物
大阪市生まれ。大阪府立高津高等学校を経て大阪大学大学院工学研究科博士課程出身。文部科学省国立大学法人評価委員会委員長代理（第四期）。
専門は情報ネットワーク学。インターネットに代表されるコンピュータネットワークのモデル化と性能評価を学問領域として確立。それを基礎理論としたネットワーク設計手法を導入し、コンピュータネットワークの実用化に大きな道を拓いた。近年、爆発的に普及しているインターネットはARPANETから発展してきたものであるが、ARPANETプロジェクトの発足当初に、インターネットにおける回線交換技術に対するパケット交換技術の優位性を理論的に証明した。
その後LAN（構内網）の研究に着手し、LANにおける多重アクセス制御方式に関する研究成果は、LANアーキテクチャの方向性を決定付けることとなった。現在、LAN、特にイーサネットは、構内における分散処理システムの基盤技術としてだけでなく、インターネットへのアクセス手段としても重要な技術となっている。
1980年代終りからATM（非同期転送モード）方式の研究を開始し、ATM LANの研究では企業との共同研究で新しいスイッチアーキテクチャを設計・提案。その性能評価によって他のアーキテクチャに対する優位性を示した。
2024年7月12日午前4時17分、白血病のため自宅で死去。81歳没。死没日付をもって従三位に叙され、瑞宝大綬章を追贈された。

## 略歴
- 1963年3月 - 大阪府立高津高等学校卒業
- 1967年3月 - 大阪大学工学部通信工学科卒業[1][5]
- 1969年3月 - 大阪大学大学院工学研究科通信工学専攻修士課程修了[1]
- 1972年3月 - 大阪大学大学院工学研究科通信工学専攻博士課程単位修得退学[1][5][6]
- 1972年4月 - 日本学術振興会奨励研究員
- 1973年1月 - 大阪大学工学部助手[1]
- 1973年1月 - 工学博士（大阪大学）　論文名　「確率回路網および計算機網に関する研究」
- 1973年4月 - 京都大学工学部助手[1]
- 1980年4月 - 大阪大学基礎工学部助教授[1][5]
- 1981年8月 - 大阪大学情報処理教育センター助教授[1]
- 1983年4月 - 大阪大学基礎工学部助教授[1]
- 1987年1月 - 大阪大学大型計算機センター教授[1][6]
- 1989年10月 - 大阪大学基礎工学部教授[1][6]
- 1995年4月 - 大阪大学大型計算機センター長[1][5]
- 1997年4月 - 大阪大学大学院基礎工学研究科教授[1]
- 1998年4月 - 大阪大学大学院基礎工学研究科長・基礎工学部長[1][5][6]
- 2000年4月 - 大阪大学留学生センター長[1][5][6]
- 2002年4月 - 大阪大学大学院情報科学研究科長[1][5][6]
- 2003年8月26日 - 第15代大阪大学総長（2007年8月25日まで）[1][5][6]
- 2007年6月25日 - 財団法人地球環境センター理事長[6]
- 2007年9月1日 - 情報通信研究機構理事長（2013年3月31日まで）[5][6]
- 2009年7月5日 - 一般社団法人 臨床医工情報学コンソーシアム関西会長[7]
- 2013年6月25日 - 大阪ガス株式会社取締役[8]

## 受賞歴
- 1986年 - 第1回電気通信普及財団テレコム自然科学賞
- 1991年 - 第47回電子情報通信学会論文賞
- 1992年 - 近畿電気通信管理局長表彰
- 1997年
  - 通商産業大臣賞
  - IEEE（米国電気電子学会）フェロー
- 1999年 - 第36回電子情報通信学会業績賞
- 2001年 - 日本医用画像工学会学会賞
- 2002年
  - 情報処理学会フェロー
  - 電子情報通信学会フェロー
  - 第6回エリクソン・テレコミュニケーション・アワード
- 2003年 - 総務大臣表彰
- 2008年 - 第69回電子情報通信学会功績賞
- 2013年 - 第64回NHK放送文化賞
- 2015年 - 第31回高柳健次郎賞
- 2021年 - 第30回大川賞

## 主な著書

### 単著
- 『コンピュートロール 38』（コロナ社、1992年4月、ISBN 4339020575）

### 共著
- （尾家祐二）『コンピュータネットワーク 基礎情報工学シリーズ』（森北出版、1992年5月、ISBN 462780590X）
- （尾家祐二）『コンピュータネットワーク 情報・電子入門シリーズ』（共立出版、1999年11月、ISBN 4320024435）
- （村田正幸）『インターネットがもたらすマルチメディア社会』（大阪大学出版会、2001年2月、ISBN 487259102X）

### 共編著
- （尾家祐二、西尾章治郎、後藤滋樹、小西和憲、村井純）『岩波講座 インターネット〈1〉インターネット入門』（岩波書店、2001年3月、ISBN 4000110519）